# Стоян Йорданов
Стоян Иванов Йорданов (роден на 29 януари 1944 г.) е легендарен български футболист, вратар, а впоследствие треньор по футбол. По-голямата част от състезателната му кариера преминава в ЦСКА (София).
Между 1968 г. и 1977 г. Йорданов записва 25 участия за националния отбор на България. Сребърен медалист от Олимпийските игри в Мексико през 1968 и участник на Световното първенство през 1970.

## Биография
Стоян Йорданов е юноша на Академик (София). През 1961 г. е привлечен в школата на ЦСКА (София), а две години по-късно дебютира за мъжкия състав на „армейците“. Записва първо участие в А група на 12 май 1963 г. при победа с 4:0 като гост срещу Химик (Димитровград). Остава в ЦСКА до 1977 г. като изиграва 241 мача в елитното първенство. С клуба е 7-кратен шампион на България и 5-кратен носител на националната купа. През сезон 1966/67 е част от състава, който достига до полуфинал в Купата на европейските шампиони. Държи рекорда за най-дълга серия без допуснат гол в А група. През сезон 1970/71 запазва мрежата си „суха“ в продължение на 1202 минути.
През 1977 г. Йорданов преминава в Сливен. Твърд титуляр на вратата на отбора през сезон 1977/78, записвайки 28 мача. Завършва кариерата си на 35-годишна възраст в Черно море (Варна), където изиграва 3 мача през сезон 1978/79.
Има 25 мача за националният отбор на България.
Сребърен медалист с националния отбор от олимпиадата през 1968. Участник в световно първенство по футбол в Мексико през 1970.
Помошник-треньор на ЦСКА (6 пъти 1980-1983, 1990-1994, 2000-2003, 2005, 2007+). Бивш старши треньор на младежкия национален отбор по футбол на България. Бивш треньор на Монтана. От 13 март 2007 отново назначен на поста помошник-треньор на ЦСКА. Към януари 2009 г. е помощник-треньор в Ал Ахли Джеда.

## Успехи

### Като футболист
ЦСКА София
- А група:
  -  Шампион (7): 1965/66, 1968/69, 1970/71, 1971/72, 1972/73, 1974/75, 1975/76

- Купа на България:
  -  Носител (5): 1964/65, 1968/69, 1971/72, 1972/73, 1973/74

България
- Сребърен олимпийски медалист: 1968